# Mas de Patau (Tarragona)
El Mas de Patau és una obra de Tarragona protegida com a Bé Cultural d'Interès Local.

## Descripció
Complex format per diverses edificacions de característiques diverses, de les quals destaca una capella d'estil neobarroc. El cos principal de planta rectangular, te dues plantes i coberta a doble vessant. En una de les façanes laterals s'ha afegit un cos d'una sola planta del que sobresurt lleugerament un voladís en front de l'accés. Les obertures originals de la planta baixa estan encerclades per elements de pedra i formen un arc de mig punt. Les finestres del pis superior són rectangulars.